# Marsangy
Marsangy ist eine französische Gemeinde mit 858 Einwohnern (Stand: 1. Januar 2022) im Département Yonne in der Region Bourgogne-Franche-Comté. Marsangy gehört zum Arrondissement Sens und zum Kanton Villeneuve-sur-Yonne. Die Einwohner werden Maximiacusiens genannt.

## Geographie
Marsangy liegt am Fluss Yonne und liegt etwa zehn Kilometer südsüdöstlich von Sens. Umgeben wird Marsangy von den Nachbargemeinden Gron im Norden, Étigny im Norden und Nordosten, Véron im Nordosten, Passy im Osten, Villeneuve-sur-Yonne im Südosten, Rousson im Süden und Südosten, Chaumot im Süden und Südwesten sowie Égriselles-le-Bocage im Westen.

## Bevölkerungsentwicklung
| Jahr      | 1962 | 1968 | 1975 | 1982 | 1990 | 1999 | 2007 | 2018 |
| Einwohner | 303  | 345  | 372  | 384  | 538  | 692  | 816  | 848  |

## Sehenswürdigkeiten
- Kirche Saint-Germain, ursprünglich im 9. Jahrhundert erbaut, später neu errichtet, Turm von 1768

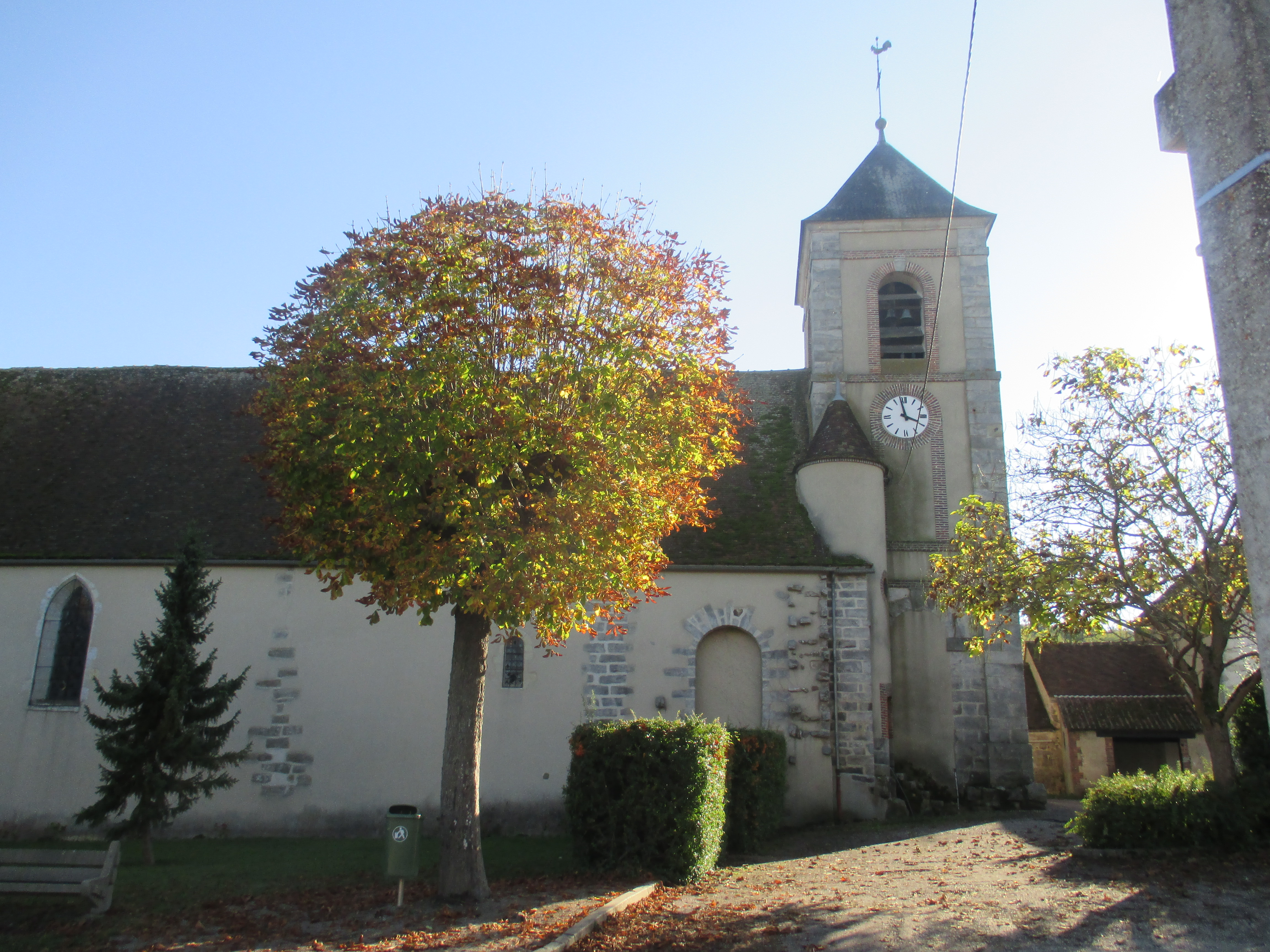
Kirche Saint-Germain

- Kommanderie von Roussemeau